# Canton de Saint-Étienne-5
Le canton de Saint-Étienne-5 est une circonscription électorale française du département de la Loire.

## Histoire
Un nouveau découpage territorial de la Loire entre en vigueur à l'occasion des élections départementales de 2015. Il est défini par le décret du 26 février 2014, en application des lois du 17 mai 2013 (loi organique 2013-402 et loi 2013-403). Les conseillers départementaux sont, à compter de ces élections, élus au scrutin majoritaire binominal mixte. Les électeurs de chaque canton élisent au Conseil départemental, nouvelle appellation du Conseil général, deux membres de sexe différent, qui se présentent en binôme de candidats. Les conseillers départementaux sont élus pour 6 ans au scrutin binominal majoritaire à deux tours, l'accès au second tour nécessitant 12,5 % des inscrits au 1er tour. En outre la totalité des conseillers départementaux est renouvelée. Ce nouveau mode de scrutin nécessite un redécoupage des cantons dont le nombre est divisé par deux avec arrondi à l'unité impaire supérieure si ce nombre n'est pas entier impair, assorti de conditions de seuils minimaux. Dans la Loire, le nombre de cantons passe ainsi de 40 à 21.
Le canton de Saint-Étienne-5 est formé d'une fraction de Saint-Étienne et de deux communes de l'ancien canton de Saint-Étienne-Nord-Est-2. Il est entièrement inclus dans l'arrondissement de Saint-Étienne. Le bureau centralisateur est situé à Saint-Étienne.

## Représentation
| Période élective | Période élective | Mandat | Mandat   | Identité                 | Nuance | Nuance | Qualité                         |
| ---------------- | ---------------- | ------ | -------- | ------------------------ | ------ | ------ | ------------------------------- |
| 2015             | 2021             | 2015   | 2021     | Régis Juanico            |        | DVG    | Député Génération.s (2007-2022) |
| 2015             | 2021             | 2015   | 2021     | Marie-Michelle Vialleton |        | EELV   | Employée                        |
| 2021             | 2028             | 2021   | en cours | Régis Juanico            |        | PS     | Conseiller sortant              |
| 2021             | 2028             | 2021   | en cours | Marie-Michelle Vialleton |        | EELV   | Conseillère sortante            |

### Résultats détaillés

#### Élections de mars 2015
À l'issue du 1er tour des élections départementales de 2015, deux binômes sont en ballottage : Régis Juanico et Marie-Michelle Vialleton (Union de la Gauche, 31,33 %) et David Chassagneux et Françoise Després (FN, 30,47 %). Le taux de participation est de 41,98 % (8 770 votants sur 20 892 inscrits) contre 48,48 % au niveau départemental et 50,17 % au niveau national.
Au second tour, Régis Juanico et Marie-Michelle Vialleton (Union de la Gauche) sont élus avec 59,66 % des suffrages exprimés et un taux de participation de 44,71 % (5 082 voix pour 9 340 votants et 20 892 inscrits).
Régis Juanico a quitté le PS et a rejoint Génération.s.

#### Élections de juin 2021
Le premier tour des élections départementales de 2021 est marqué par un très faible taux de participation (33,26 % au niveau national). Dans le canton de Saint-Étienne-5, ce taux de participation est de 23,25 % (4 549 votants sur 19 568 inscrits) contre 30,05 % au niveau départemental. À l'issue de ce premier tour, deux binômes sont en ballottage : Régis Juanico et Marie-Michelle Vialleton (Union à gauche avec des écologistes, 52,13 %) et Frédéric Durand et Narjesse Forestier (DVC, 23,23 %).
Le second tour des élections est marqué une nouvelle fois par une abstention massive équivalente au premier tour. Les taux de participation sont de 34,36 % au niveau national, 31,31 % dans le département et 24,77 % dans le canton de Saint-Étienne-5. Régis Juanico et Marie-Michelle Vialleton (Union à gauche avec des écologistes) sont élus avec 60,96 % des suffrages exprimés (2 784 voix pour 4 848 votants et 19 576 inscrits),,.
Régis Juanico a ré-adhéré au PS en 2021.

## Composition
| Nom                                   | Code Insee | Intercommunalité        | Superficie (km2) | Population (dernière pop. légale)                 | Densité (hab./km2) | Modifier                                    |
| ------------------------------------- | ---------- | ----------------------- | ---------------- | ------------------------------------------------- | ------------------ | ------------------------------------------- |
| Saint-Étienne (bureau centralisateur) | 42218      | Saint-Étienne Métropole | 79,97            | Fraction : 22 769 (2022) Commune : 172 569 (2022) | 2 158              | modifier les données · modifier les données |
| Saint-Jean-Bonnefonds                 | 42237      | Saint-Étienne Métropole | 11,59            | 6 594 (2022)                                      | 569                | modifier les données · modifier les données |
| Saint-Priest-en-Jarez                 | 42275      | Saint-Étienne Métropole | 3,07             | 6 318 (2022)                                      | 2 058              | modifier les données · modifier les données |
| Canton de Saint-Étienne-5             | 4218       |                         |                  | 35 681 (2022)                                     |                    | modifier les données                        |

Le canton de Saint-Étienne-5 comprend :
1. deux communes entières,
2. la partie de la commune de Saint-Étienne située à l'est et au nord d'une ligne définie par l'axe des voies et limites suivantes : depuis la limite territoriale de la commune de Priest-en-Jarez, rue des Trois-Glorieuses, rond-point Andreï-Khivilev, rue de la Tour, allée des Frères-Gauthier, rue Claude-Verney-Caron, boulevard Thiers, boulevard Jules-Janin, rue François-Albert, rue des Docteurs-Henri-et-Bernard-Muller, boulevard du 8-Mai-1945, boulevard Fauriat, rue de la Montat, rue Badiou, rue des Alliés, rue Just-Fromage, rue Beaumarchais, rue Ducaruge, chemin vicinal, rue de l'Espérance, rue Gauthier-Dumont, rue du Bois-d'Avaize, ligne droite perpendiculaire à la rue du Bois-d'Avaize passant par l'extrémité de l'impasse des Lilas jusqu'au prolongement de l'allée Sainte-Marguerite, allée Sainte-Marguerite, ligne droite perpendiculaire à la rue de Patroa à l'intersection avec l'impasse de Patroa, rue Jean Parot, rue du docteur Paul-Michelon, chemin de la Cotancière, chemin du Moussin, ligne reliant l'extrémité du chemin de Moussin à la route départementale 36, route départementale 36, route de Salvaris, chemin rural, jusqu'à limite territoriale de la commune de Saint-Chamond.

## Démographie
En 2022, le canton comptait 35 681 habitants, en évolution de −0,73 % par rapport à 2016 (Loire : +1,32 %, France hors Mayotte : +2,11 %).
| 2013   | 2018   | 2022   |
| ------ | ------ | ------ |
| 36 689 | 35 191 | 35 681 |